# Baďan
Baďan (bis 1927 slowakisch auch „Baďany“; ungarisch Bagyan – bis 1888 Bagyán) ist eine Gemeinde in der Mittelslowakei.

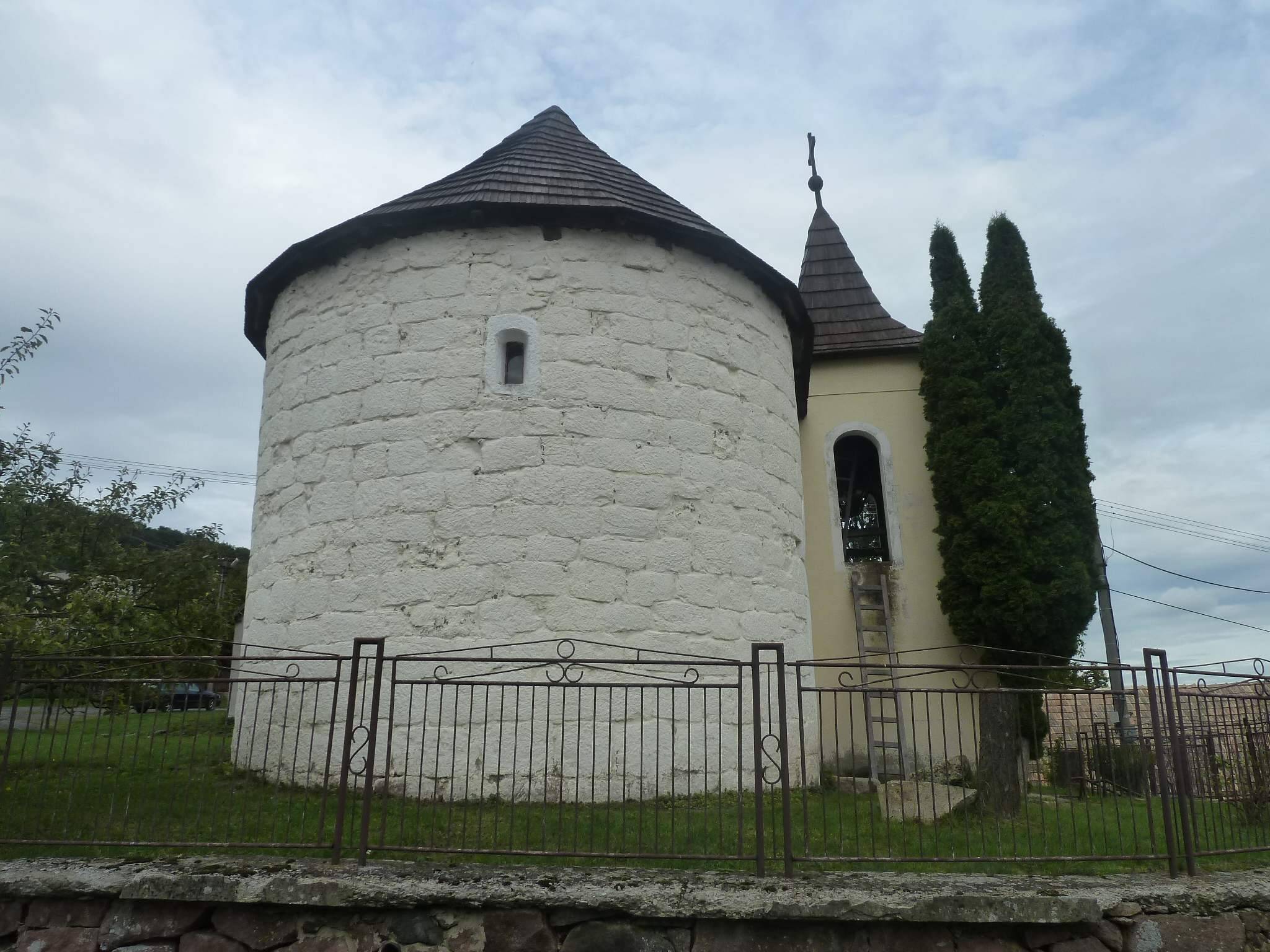
Evangelische Kirche

Sie liegt inmitten der Schemnitzer Berge (Štiavnické vrchy). Zu ihr gehört der 1971 eingemeindete Ort Klastava (deutsch Klasittau, ungarisch Kalászi).
Das Gemeindegebiet war schon in der Jungsteinzeit besiedelt, die erste schriftliche Erwähnung als villa Bagun findet sich 1245. In der 2. Hälfte des 16. Jahrhunderts wurde der Ort durch die Türken heimgesucht und zeitweise besetzt. Bis 1918 gehörte er zum Königreich Ungarn und lag im Komitat Hont.
Die Einwohner waren und sind vorwiegend in der Landwirtschaft beschäftigt.
Bekannt im Ort ist vor allem die evangelische Kirche im Stil der Spätrenaissance von 1685.

## Bevölkerung
| Jahr                | 1994 | 2004    | 2014    | 2024     |
| ------------------- | ---- | ------- | ------- | -------- |
| Anzahl der Personen | 230  | 222     | 203     | 148      |
| Unterschied         |      | −3,47 % | −8,55 % | −27,09 % |

| Jahr                | 2023 | 2024    |
| ------------------- | ---- | ------- |
| Anzahl der Personen | 149  | 148     |
| Unterschied         |      | −0,67 % |